# Memphitiske triade
 For alternative betydninger, se Triade.
Den memphitiske triade er en oldegyptisk triade eller treenighed fra Memphis bestående af Ptah (faren), Sekhmet (moren) og Nefertem (sønnen).
 Der er for få eller ingen kildehenvisninger i denne artikel, hvilket er et problem. Du kan hjælpe ved at angive troværdige kilder til de påstande, som fremføres i artiklen.